# Hexafluoreto de criptônio
Hexafluoreto de criptônio é um composto químico hipotético com a fórmula química KrF6. Caso seja sintetizado, será um dos três fluoretos binários do criptônio, sendo os outros dois KrF2 e KrF4 instáveis a temperaturas normais. É possível que o KrF6 seja o forte agente fluoretante considerando as propriedades de seu análogo Hexafluoreto de xenônio.

## História
Em 1933, Linus Pauling previu que os gases nobres mais pesados seriam capazes de formar compostos com flúor e oxigênio. Ele previu especialmente a existência do hexafluoreto de criptônio. Até o momento, em combinação com o flúor, somente foi formado o difluoreto de criptônio KrF2, sólido cristalino branco que se decompõe espontaneamente em temperaturas normais. Isso leva à sugerir que o hexafluoreto de criptônio também seja um composto instável nas condições ambientais terrestres. 